# یواس‌اس تگزاس (سی‌جی‌ان-۳۹)
یواس‌اس تگزاس (سی‌جی‌ان-۳۹) (به انگلیسی: USS Texas (CGN-39)) یک کشتی بود که طول آن ۵۸۵ فوت (۱۷۸ متر) بود. این کشتی در سال ۱۹۷۵ ساخته شد.